# マハール
マハール（英: Mahar）は、エドガー・ライス・バローズのSF小説ペルシダー・シリーズに登場する、架空の知的生命体。
なお、同シリーズの固有名詞については、第7巻(Savage Pellucidar)の版権を有している早川書房版の表記に準ずる。

## 生態
翼竜のランフォリンクスから進化した知的生命体であり、全長は2m程度。皮膜の翼と水かきを持ち、空中や水中での活動が可能。聴覚を持たず、音を聞くことができない。その代わりに発達した視力と、自分の意思を狙った相手に投射する能力を持っている。後者はテレパシーに似ているが、目の前にいて位置がはっきり分かっている相手としか交信できず、異種族相手には細かい使用が難しいという欠点がある。この能力を応用して人間などの生物を催眠状態に陥れることも可能である。主に彼らの情報伝達はこの能力と象形文字によって行われる。
このような交信方法をとる故に、彼らは人間の会話を感知できない。また、ギラク（ペルシダーの人類）が文字を持っていなかったこともあり、マハールの中には「人間が言葉を持っている」ことに疑問を持つ者も存在していた。
かつては男性中心の社会を営んでいたが、未受精卵を産卵後に人工授精させる方法が開発されたことにより、男性の役割が不要になった。そのため、物語開始時点では、ほぼ女性のみの社会となっている。この人工授精の秘伝は、一族の最重要機密であり、デヴィッド・イネス（ペルシダー・シリーズの主人公で地上人）が、これを盗み、隠匿した際は大騒ぎとなった。
手術の際には、前足の3本の指でメスを握ることもある。人間を生体解剖することも珍しくない。また、図書館には地図があり、ペルシダーの広大な地域が描かれていた。それには、「地上で海に当たる部分がペルシダーの陸であり、地上の陸がペルシダーの海に当たる」という、凹凸の逆転した世界が描かれていた。しかし、後にデヴィッドは、この地図に全面的な信頼を置かなくなっている。
穴居都市を築いて住んでおり、高度な建築技術を有している。そこで類人猿サゴスを部下として使役し、近隣から捕虜として攫ってきた人間（ペルシダー人）を奴隷として単純労働に従事させている。また、シプダール（プテラノドン）を護衛として養育している。
食性は肉食性であり、魚類のみならず人間の肉も食べる（催眠状態にし、踊り食いを行う事もあった）。ただし、デヴィット達を捕まえた穴居都市プートラのマハール達は、特別な行事の時に他の穴居都市で養殖された人間を食べるのみで、自分たちが奴隷としていた人間は割合大事に使っていた。また、食用の魚を得るために、近隣の人間（アノロック諸島のメゾプ族）の漁民とも平和的な交易を営んでいた。
以下のように、仲間同士や知的生物と認めた相手に対しては、公正で義理を守る文化を持つ。
デヴィットの場合
「鉄製もぐら（創元版では「鉄モグラ」。巨大なドリルの付いた採掘用マシン）」に（敵の陰謀で）無理矢理乗り込まされたトゥ・アル・サは、｢機会は有ったのに自分を殺害も異世界（地上）に置き去りにもせず、解放してくれた｣事を恩に感じている。トゥ・アル・サは、後にデヴィットが捕虜となった時に彼の助命嘆願を行い、上層部もそれを受け入れた（ただし、トゥ・アル・サは身分の高い女性である）。
「闘技場送り」
処刑の一種。これを生き延びた者には自由が与えられ、「再び捕らえられることのないよう、肩に焼印（免罪符）を押す」、という処遇を与えている（ただし、「2人の男女が、それぞれの槍だけで、剣歯虎と猛牛と一緒に戦わされる」、あるいは「槍を持った女性と虎の一騎討ち」という、ハンディキャップの大きな戦いであり、人間の勝ち目は薄い）。

## 支配力の盛衰
第1巻では、デヴィッド・イネスの見たところ、彼女らが巨大な空洞世界ペルシダーを支配していた（同シリーズは地球空洞説を採用しており、ペルシダーは「地底世界」と呼称される）。第2巻においてデヴィットらとの抗争の結果、その座を人類に譲っている。
しかし、彼女らを絶滅させる事は事実上不可能で、辺境には依然としてマハールの都市・集団が存在している…と、その時点でデヴィッドは思っていた。
ところが、第3巻の序盤（章題は文字通り「序」）では、「未知の敵（コルサール人）の脅威にさらされ、デヴィッド・イネスの建国したペルシダー帝国に庇護を求める」までに落ちぶれている。ちなみに、この部分はアブナー・ペリー（デヴィッドと共にペルシダーに入り込んだ地上人）の語りであり、直接の登場シーンはない。
以後、マハールが直接登場することはなく、1巻につき1度程度の割合で言及されるに留まっている。
- 第4巻では、サゴスがターザンにシプダール（プテラノドン）を説明する際に、「マハールに使役されることがある」[5][6]。
- 第5巻では、醜悪な女性求婚者を断る際に「マハールを嫁にした方がマシ」と答える[7][8]。
- 第6巻では、デヴィッドは当初の考え（「マハールがペルシダー全体を支配していた」）を、自ら否定している[9][10]。

このことから、元々の支配力はプートラ周辺（後のペルシダー帝国の版図）に限られていた、と思われる（第2巻の終盤では、デヴィッドらはペルシダー帝国の版図からマハールを一掃した。第3巻の「序」では、コルサール人の脅威にさらされ、ペルシダー帝国の辺境に入り込んでいく状況が語られる）。ただし、第4巻では、海を隔てた場所（陸路でつながっているものの、かなり迂回しなければ到達できない距離）にある「シプダールの山々」の付近に住んでいるサゴス族にも、マハールの存在は知られていた。
マハールが絶滅した、という記述はないので、第3巻以降の状態は不明である。

## 考察
バローズの作品を数多く翻訳した厚木淳は、マハールに対し、次の点を指摘している。
- キリスト教的世界観（人類は万物の霊長であり、他の生物は人間に奉仕する存在）への痛烈な皮肉。
- この設定は、SFではありふれているが、作品発表当時（1914年）では、かなりショッキングだったのではないか?
- 「マハールに人が食べられる」と言う概念は、農耕民族である日本人よりも、欧米人の方が、より衝撃的だったのではないか?

## 映画
地底王国(At the Earth's Core)
シリーズ第1作を映画化した作品（1976年、イギリス映画）。マハールはメーハーとして登場する。